# Scopelosaurus hoedti
Scopelosaurus hoedti är en fiskart som beskrevs av Bleeker, 1860. Scopelosaurus hoedti ingår i släktet Scopelosaurus och familjen Notosudidae. Inga underarter finns listade i Catalogue of Life.